# 阿普拉瓦西加特历史遗址
阿普拉瓦西加特历史遗址，是位于印度洋上毛里求斯岛路易港的一个综合性建筑群，包括英国首次采用将来自英属印度的自由劳动力通过契约合同的形式运送到各殖民地的中转站。在1849至1923年间，共有约五十万的印度契约佣工通过这一地区最终被运送到大英帝国的各个种植园。海外印度人在早期的英国殖民社会留下了不能磨灭的印记。在今天的毛里求斯，有68%的人口为印度后裔。因此，阿普拉瓦西加特地区成为毛里求斯历史和文化认同的一个重要参照点。
虽然未加抑制的城市基础设施在20世纪中叶开始建设，但是当年这些完整的建筑群目前只剩下了三个石制建筑的遗址。今天，这些遗址列入毛里求斯的国家历史文物名录，受毛里求斯国家文物法律的保护。2006年，联合国教科文组织因认可阿普拉瓦西加特历史遗址对社会历史发展起到的作用而将其列入世界遗产名录。阿普拉瓦西加特信托基金是此遗址的管理部门，现正尝试将此遗址逐步修复到19世纪60年代的状态。

## 名称
印地语中的名称从1987年开始使用，意为“移民入境站”。“Aapravasi”在印地语中有“移民”的意思，“Ghat”则意为“交接处”，暗指这里的作用是种植园工人中转站。另一个名称为“Coolie Ghat”，使用时间较早，意为“苦力交接处”，由于带有歧视色彩现已基本不再使用。

## 位置

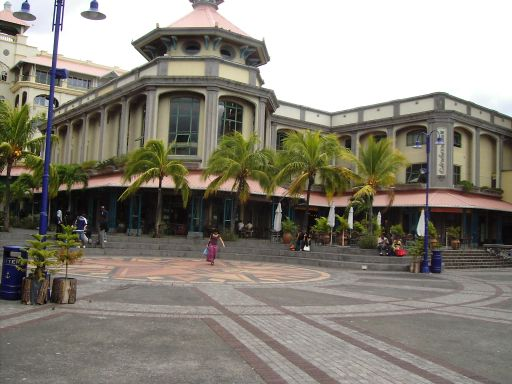
靠近阿普拉瓦西加特历史遗址的科当滨水区，路易港的一个购物度假中心

阿普拉瓦西加特历史遗址位于毛里求斯首都路易港一个海湾的贫民区。当年这一完整的建筑群目前剩下的三个石制建筑遗址，现在可以判断出它们在19世纪60年代是中转站出入口和医院大楼。现存遗址是移民入境的小屋，另可依稀辨认出旁边作为公共设施的痕迹。随后因人口增长进行的填海造陆使阿普拉瓦西加特历史遗址逐渐远离海岸。

## 设施
至今保留的石拱形入口建于1865年，与此相邻的建筑是医院，包括安置工作人员的七间房屋，这其中又包括看守的房间、厨房、手术室、旱厕等。现在只有看守的房间和手术室得以保留，不过厨房和旱厕的遗迹已经考古发现。残留的医院建筑在2000年添加了一个屋顶。

## 世界遗产
阿普拉瓦西加特历史遗址从2002年开始申报列入世界遗产名录，最终于2006年列入，登录面积0.16 ha，另有缓冲区29 ha。该世界遗产被认为满足世界遺產登錄基準中的以下基準而予以登錄：
- （vi）具有显著普遍价值的事件、活的传统、理念、信仰、艺术及文学作品，有直接或实质的连结（世界遗产委员会认为该基准应最好与其他基准共同使用）。